# Dariusz Rolnik
Dariusz Henryk Rolnik – polski historyk, profesor nauk humanistycznych, adiunkt Instytutu Historii Wydziału Humanistycznego Uniwersytetu Śląskiego w Katowicach i Katedry Historii Górnośląskiej Wyższej Szkoły Pedagogicznej im. Kardynała Augusta Hlonda w Mysłowicach.

## Życiorys
W 1992 ukończył studia historyczne na Uniwersytecie Śląskim w Katowicach. 7 października 1997 obronił pracę doktorską Szlachta koronna wobec konfederacji targowickiej 1792–1793, 18 maja 2010 habilitował się na podstawie pracy zatytułowanej Portret szlachty czasów stanisławowskich, epoki kryzysu, odrodzenia i upadku Rzeczypospolitej w pamiętnikach polskich. Objął funkcję adiunkta w Instytucie Historii na Wydziale Humanistycznym Uniwersytetu Śląskiego w Katowicach oraz w Katedrze Historii Górnośląskiej Wyższej Szkole Pedagogicznej im. Kardynała Augusta Hlonda w Mysłowicach. W 2024 otrzymał tytuł profesora nauk humanistycznych.
Od 1998 związany zawodowo z macierzystą uczelnią. Piastuje stanowisko zastępcy dyrektora w Instytucie Historii na Wydziale Humanistycznym Uniwersytetu Śląskiego w Katowicach.